# Liste der Stolpersteine in Bad Neuenahr-Ahrweiler
Die Liste der Stolpersteine in Bad Neuenahr-Ahrweiler führt alle 72 Stolpersteine des deutschen Künstlers Gunter Demnig auf die in den Stadtteilen Ahrweiler, Bad Neuenahr und Heimersheim der Stadt Bad Neuenahr-Ahrweiler gelegt wurden. Die erste Verlegung von 30 Stolpersteinen fand am 19. April 2012 in Bad Neuenahr statt. Im April 2013 wurden weitere 12 Stolpersteine in den Stadtteilen Bad Neuenahr und Heimersheim verlegt. Am 12. November 2014 legte Gunter Demnig 20 weitere kleine Mahnmale aus Messing im Stadtteil Ahrweiler, dabei wurde erstmals zugleich auch ein Platzhalterstein für eine überlebende Angehörige mitverlegt. Die Aktion in der Stadt fand mit 10 weiteren Stolpersteinen ihren vorläufigen Abschluss im Frühjahr des Jahres 2015. Diese Steine wurden ohne Gunter Demnig im Stadtteil Ahrweiler nachverlegt. Da der Künstler im November 2014 nicht alle 30 für Ahrweiler geplanten Steine einsetzen konnte, erlaubte er der Stadt die verbliebenen Gedenksteine selbst anzubringen.

## Liste

### Ahrweiler
| Adresse            | Name                                                     | Geboren    | Deportationsziel Todesdatum/-ort | Bild | Inschrift |
| ------------------ | -------------------------------------------------------- | ---------- | --- | --- | --- |
| Ahrhutstraße 18    | Johanna Hirz                                             | 08.08.1883 | 22.11.1941, Kowno (Kauen), Konzentrationslager 25.11.1941, Kowno (Kauen)                                                                | | Hier wohnte Johanna Hirz Jg. 1883 deportiert 1941 Kowno ermordet 25.11.1941                                                         |
| Ahrhutstraße 43    | Karolina Bär geb. Lißberger                              | 02.05.1879 | 1942, unbekannter Deportationsort für tot erklärt                                                                                       | | Hier wohnte Karolina Bär geb. Lissberger Jg. 1879 deportiert 1942 Theresienstadt ermordet                                           |
| Ahrhutstraße 43    | Herbert Bär                                              | 13.09.1901 | 15.11. – 29.11.1938, Dachau, Konzentrationslager 1942, Polen, für tot erklärt                                                           | Hier wohnte Herbert Bär Jg. 1901 'Schutzhaft' 1938 Dachau deportiert 1942 ermordet im besetzten Polen                               | |
| Auf der Rausch 12  | Alfried Ermann                                           | 11.07.1891 | 30.04.1942, Krasniczyn, Ghetto 03.05.1942, Sobibor, Vernichtungslager für tot erklärt                                                   | | Hier wohnte Alfried Ermann Jg. 1891 'Schutzhaft' 1938 Dachau deportiert 1942 Krasnicyn ermordet in Sobibor                          |
| Auf der Rausch 12  | Julia Ermann geb. Gottschalk                             | 25.05.1897 | 30.04.1942, Krasniczyn, Ghetto 03.05.1942, Sobibor, Vernichtungslager für tot erklärt                                                   | Hier wohnte Julia Ermann geb. Gottschalk Jg. 1897 deportiert 1942 Krasnicyn ermordet in Sobibor                                     | |
| Auf der Rausch 12  | Hilde Ermann                                             | 31.10.1922 | 30.04.1942, Krasniczyn, Ghetto 03.05.1942, Sobibor, Vernichtungslager für tot erklärt                                                   | Hier wohnte Hilde Ermann Jg. 1922 deportiert 1942 Krasnicyn ermordet in Sobibor                                                     | |
| Auf der Rausch 12  | Ruth Ermann                                              | 09.11.1927 | 30.04.1942, Krasniczyn, Ghetto 03.05.1942, Sobibor, Vernichtungslager für tot erklärt                                                   | Hier wohnte Ruth Ermann Jg. 1927 deportiert 1942 Krasnicyn ermordet in Sobibor                                                      | |
| Auf der Rausch 12  | Josephina Gottschalk geb. Levy (Mutter von Julia Ermann) | 04.09.1870 | 27.07.1942, Theresienstadt, Ghetto 19.09.1942, Treblinka, Vernichtungslager für tot erklärt                                             | Hier wohnte Josephina Gottschalk geb. Levy Jg. 1870 deportiert 1942 Theresienstadt 1942 Treblinka ermordet                          | |
| Auf der Rausch 12  | Carolina Gottschalk geb. Levy (Schwester von Josephina)  | 27.02.1866 | 27.07.1942, Theresienstadt, Ghetto 19.09.1942, Treblinka, Vernichtungslager für tot erklärt                                             | Hier wohnte Carolina Gottschalk geb. Levy Jg. 1866 deportiert 1942 Theresienstadt 1942 Treblinka ermordet                           | |
| Kanonenwall 46     | Alexander Gottschalk                                     | 08.08.1871 | 27.07.1942, Theresienstadt, Ghetto 04.09.1944, Theresienstadt, Ghetto                                                                   | | Hier wohnte Alexander Gottschalk Jg. 1871 deportiert 1942 Theresienstadt ermordet 4.9.1944                                          |
| Kanonenwall 46     | Regina Gottschalk geb. Kaufmann                          | 24.02.1874 | 25.07.1942, Theresienstadt, Ghetto /> befreit und überlebt                                                                              | Hier wohnte Regina Gottschalk geb. Kaufmann Jg. 1874 deportiert 1942 Theresienstadt befreit / überlebt                              | |
| Kanonenwall 46     | Jakob Gottschalk                                         | 22.02.1901 | 15.11.1938 - 27.02.1939, Dachau, Konzentrationslager 07.12.1941, Riga, Ghetto 01.10.1944, Stutthof, Konzentrationslager für tot erklärt | Hier wohnte Jakob Gottschalk Jg. 1901 'Schutzhaft 1938 Dachau deportiert 1941 Riga 1944 Stutthof ermordet                           | |
| Kanonenwall 46     | Clara Gottschalk, geb. Baum                              | 13.02.1901 | 07.12.1941, Riga, Ghetto 01.10.1944, Stutthof, Konzentrationslager für tot erklärt                                                      | Hier wohnte Clara Gottschalk geb. Baum Jg. 1901 deportiert 1941 Riga 1944 Stutthof ermordet                                         | |
| Kanonenwall 46     | Alfons Gottschalk                                        | 18.08.1908 | 15.11.1938 - 16.02.1939, Dachau, Konzentrationslager 30.10.1941, Litzmannstadt (Lodz), Ghetto 21.03.1943, Litzmannstadt (Lodz), Ghetto  | Hier wohnte Alfons Gottschalk Jg. 1908 'Schutzhaft' 1938 Dachau deportiert 1941 Łodz / Litzmannstadt ermordet 21.3.1943             | |
| Kanonenwall 46     | Hildegard Gottschalk geb. Zimmermann                     | 23.02.1917 | 30.10.1941, Litzmannstadt (Lodz), Ghetto 26.06.1944, Kulmhof (Chelmno), Vernichtungslager für tot erklärt                               | Hier wohnte Hildegard Gottschalk geb. Zimmermann Jg. 1917 deportiert 1941 Łodz / Litzmannstadt ermordet 26.6.1944 Chelmno / Kulmhof | |
| Kanonenwall 46     | Rosa Mayer geb. Gottschalk                               | 03.11.1914 | 27.05.1940 - 29.06.1940, Ravensbrück, Konzentrationslager 30.04.1942 Krasniczyn, Ghetto für tot erklärt                                 | Hier wohnte Rosa Mayer geb. Gottschalk Jg. 1914 'Schutzhaft' 1940 Ravensbrück deportiert 1942 Krasnicyn ermordet                    | |
| Kanonenwall 46     | Albert Mayer                                             | 02.07.1915 | 07.06.1933 - 10.07.1933, Oranienburg, Konzentrationslager 30. 04. / 03. 05. 1942, Krasniczyn, Ghetto für tot erklärt                    | Hier wohnte Albert Mayer Jg. 1915 deportiert 1942 Krasnicyn ermordet                                                                | |
| Kanonenwall 46     | Siegfried Gottschalk                                     | 16.04.1928 | 07.12.1941, Riga, Ghetto 01.10.1944, Stutthof, Konzentrationslager                                                                      | Hier wohnte Siegfried Gottschalk Jg. 1928 deportiert 1941 Riga 1944 Stutthof ermordet                                               | |
| Kanonenwall 46     | Regina Renata Gottschalk                                 | 05.05.1924 | 07.12.1941, Riga, Ghetto 01.10.1944, Stutthof, Konzentrationslager für tot erklärt                                                      | Hier wohnte Regina Renata Gottschalk Jg. 1924 deportiert 1941 Riga 1944 Stutthof ermordet                                           | |
| Niederhutstraße 61 | Sophie Adler geb. Heymann                                | 31.12.1882 | Emigration: 24.12.1938, Niederlande Inhaftierung: 11.05.1943, Westerbork 21.05.1943, Sobibor, Vernichtungslager für tot erklärt         | | Hier wohnte Sophie Adler geb. Heymann Jg. 1882 Flucht 1938 Holland interniert Westerbork deportiert 1943 Sobibor ermordet 21.5.1943 |
| Oberhutstraße 31   | Wilhelm Levy                                             | 09.10.1883 | 30.04.1942, Krasniczyn, Ghetto 03.05.1942, Treblinka, Vernichtungslager für tot erklärt                                                 | | Hier wohnte Wilhelm Levy Jg. 1883 deportiert 1942 Krasniczyn ermordet in Treblinka                                                  |
| Oberhutstraße 31   | Recha Levy geb. Kaufmann                                 | 20.06.1891 | 30.04.1942, Krasniczyn, Ghetto 03.05.1942, Treblinka, Vernichtungslager für tot erklärt                                                 | Hier wohnte Recha Levy geb. Kaufmann Jg. 1891 deportiert 1942 Krasniczyn ermordet in Treblinka                                      | |
| Plätzerstraße 40   | Isidor Levy                                              | 18.12.1869 | 27.07.1942, Theresienstadt, Ghetto 19.09.1942, Treblinka, Vernichtungslager für tot erklärt                                             | | Hier wohnte Isidor Levy Jg. 1869 deportiert 1942 Theresienstadt ermordet in Treblinka                                               |
| Plätzerstraße 40   | Bertha Levy geb. Goldschmidt                             | 18.05.1882 | 27.07.1942, Theresienstadt, Ghetto 19.09.1942, Treblinka, Vernichtungslager für tot erklärt                                             | Hier wohnte Bertha Levy geb. Goldschmidt Jg. 1882 deportiert 1942 Theresienstadt ermordet in Treblinka                              | |
| Plätzerstraße 40   | Alfons Levy                                              | 15.08.1906 | 15.11.1938 - 21.01.1939, Dachau, Konzentrationslager 12.02.1939, Ahrweiler, an den Folgen der Haft gestorben                            | Hier wohnte Alfons Levy Jg. 1906 'Schutzhaft' 1938 Dachau tot an den Folgen 12.2.1939                                               | |
| Plätzerstraße 40   | Martha Levy                                              | 13.04.1911 | 30. 04. / 03. 05. 1942, Krasniczyn, Ghetto für tot erklärt                                                                              | Hier wohnte Martha Levy Jg. 1911 deportiert 1942 Krasniczyn ermordet                                                                | |
| Plätzerstraße 40   | Otto Levy                                                | 29.06.1917 | 15.11.1938 - 23.01.1939, Dachau, Konzentrationslager 30. 04. / 03. 05. 1942, Krasniczyn, Ghetto für tot erklärt                         | Hier wohnte Otto Levy Jg. 1917 'Schutzhaft' 1938 Dachau deportiert 1942 Krasniczyn ermordet                                         | |
| Plätzerstraße 40   | Betti Levy                                               | 16.11.1921 | 30. 04. / 03. 05. 1942, Krasniczyn, Ghetto für tot erklärt                                                                              | Hier wohnte Betti Levy Jg. 1921 deportiert 1942 Krasniczyn ermordet                                                                 | |
| Plätzerstraße 43   | Helene Gärtner geb. Gamiel                               | 22.12.1888 | 30.04.1942, Krasniczyn, Ghetto 03.05.1942, Treblinka, Vernichtungslager für tot erklärt                                                 | | Hier wohnte Helene Gärtner geb. Gamiel Jg. 1888 deportiert 1942 Krasniczyn ermordet                                                 |
| Plätzerstraße 43   | Gertrud Gärtner                                          | 25.10.1920 | 30.04.1942, Krasniczyn, Ghetto 03.05.1942, Treblinka, Vernichtungslager für tot erklärt                                                 | Hier wohnte Gertrud Gärtner Jg. 1920 deportiert 1942 Krasniczyn ermordet                                                            | |

### Bad Neuenahr
| Adresse                   | Name                             | Geboren    | Deportationsziel - Todesdatum/-ort | Bild | Inschrift |
| ------------------------- | -------------------------------- | ---------- | --- | ---- | --- |
| Georg-Kreuzberg-Straße 10 | Hedwig Bluth geb. Guttmann       | 30.08.1860 | 27.07.1942, Theresienstadt, Ghetto 19.09.1942, Treblinka, Vernichtungslager                                                                                              |      | Hier wohnte Hedwig Bluth geb. Guttmann Jg. 1860 deportiert 1942 Theresienstadt ermordet in Treblinka                                                        |
| Jesuitenstraße 28         | Carl Friesem                     | 26.05.1888 | 22.03.1942, Izbica, Ghetto |      | Hier wohnte Carl Friesem Jg. 1888 deportiert 1942 Izbica für tot erklärt                                                                                    |
| Jesuitenstraße 28         | Jeanette Friesem geb. Vos        | 29.04.1884 | 22.03.1942, Izbica, Ghetto |      | Hier wohnte Jeanette Friesem geb. Vos Jg. 1884 deportiert 1942 Izbica für tot erklärt                                                                       |
| Jesuitenstraße 28         | Hermann Friesem                  | 22.02.1916 | 22.03.1942, Izbica, Ghetto |      | Hier wohnte Hermann Friesem Jg. 1916 deportiert 1942 Izbica für tot erklärt                                                                                 |
| Jesuitenstraße 28         | Lieselotte Friesem               | 22.03.1930 | 22.03.1942, Izbica, Ghetto |      | Hier wohnte Lieselotte Friesem Jg. 1930 deportiert 1942 Izbica für tot erklärt                                                                              |
| Kreuzstraße 18a           | Regina Lichtendorf geb. Kahn     | 24.01.1879 | 25.04.1942, Brohl, Sammellager 30. 04. / 03. 05. 1942, Krasniczyn, Ghetto für tot erklärt                                                                                |      | Hier wohnt Regina Lichtendorf geb. Kahn Jg. 1879 deportiert 1942 Richtung Osten für tot erklärt                                                             |
| Kreuzstraße 32            | Albert Elkan                     | 14.09.1884 | 25.04.1942, Brohl, Sammellager 30. 04. / 03. 05. 1942, Krasniczyn, Ghetto für tot erklärt                                                                                |      | Hier wohnte Albert Elkan Jg. 1884 deportiert 1942 Richtung Osten für tot erklärt                                                                            |
| Kreuzstraße 32            | Sophie Elkan geb. Herz           | 02.041884  | 25.04.1942, Brohl, Sammellager 30. 04. / 03. 05. 1942, Krasniczyn, Ghetto für tot erklärt                                                                                |      | Hier wohnte Sophie Elkan geb. Herz Jg. 1884 deportiert 1942 Richtung Osten für tot erklärt                                                                  |
| Kreuzstraße 32            | Benno Elkan                      | 04.08.1913 | Emigration: 01.09.1939, Belgien Frankreich gestorben 26.8.1940 im KZ Le Vernet/Frankreich                                                                                |      | Hier wohnte Benno Elkan Jg. 1913 Flucht 1939 Beligen interniert St. Cyprien tot 26.8.1940 Le Vernet                                                         |
| Kreuzstraße 32            | Helga Elkan                      | 01.04.1924 | 25.04.1942, Brohl, Sammellager 30. 04. / 03. 05. 1942, Krasniczyn, Ghetto für tot erklärt                                                                                |      | Hier Wohnte Helga Elkan Jg. 1924 deportiert 1942 Richtung Osten für tot erklärt                                                                             |
| Kreuzstraße 32            | Friederich Cahn                  | 19.11.1867 | 27.07.1942, Theresienstadt, Ghetto 06.09.1942, Theresienstadt, Ghetto für tot erklärt                                                                                    |      | Hier wohnte Friederich Cahn Jg. 1867 deportiert 1942 Theresienstadt tot 6.9.1942                                                                            |
| Kreuzstraße 32            | Emmi (Emmy) Cahn, geb. Schürmann | 10.01.1889 | 19.05.1942, unbekannter Deportationsort |      | Hier wohnte Emmy Cahn geb. Schürmann Jg. 1889 deportiert 1942 Schicksal unbekannt                                                                           |
| Kreuzstraße 32            | Metha Horn geb. Steinberg        | 23.01.1886 | starb am 20.04.1942 in Bad Neuenahr durch Freitod |      | Hier wohnte Metha Horn geb. Steinberg Jg. 1886 gedemütigt / entrechtet Flucht in den Tod 20.4.1942                                                          |
| Kreuzstraße 89            | Bertha Gottschalk                | 18.02.1899 | 25. – 30.04.1942, Brohl, Sammellager 30. 04. / 03. 05. 1942, Krasniczyn, Ghetto für tot erklärt                                                                          |      | Hier wohnte Bertha Gottschalk Jg. 1899 interniert 1942 Sammellager Brohl deportiert 1942 Krasnicyn ? für tot erklärt                                        |
| Kreuzstraße 89            | Frieda Gottschalk                | 26.05.1902 | 25.04.1942, Brohl, Sammellager 30. 04. / 03. 05. 1942, Krasniczyn, Ghetto für tot erklärt                                                                                |      | Hier wohnte Frieda Gottschalk Jg. 1902 interniert 1942 Sammellager Brohl deportiert 1942 Krasnicyn ? für tot erklärt                                        |
| Kreuzstraße 89            | Henriette Gottschalk             | 25.11.1896 | 07.12.1941, Riga, Ghetto |      | Hier wohnte Jetta 'Henriette' Gottschalk Jg. 1896 deportiert 1941 Riga ? für tot erklärt                                                                    |
| Lindenstraße 4            | Elisabeth Soberski geb. Vos      | 27.08.1882 | 11.12.1941, Riga, Ghetto für tot erklärt |      | Hier wohnte Elisabeth Soberski geb. Vos Jg. 1882 deportiert 1942 Riga für tot erklärt                                                                       |
| Lindenstraße 4            | Max Vos                          | 05.01.1874 | 19.05.1942, Niederzissen, Sammellager 27.07.1942, Theresienstadt, Ghetto 15.05.1944, Auschwitz, Vernichtungslager                                                        |      | Hier wohnte Max Vos Jg. 1874 deportiert 1942 Theresienstadt ermordet 15.6.1944 Auschwitz                                                                    |
| Lindenstraße 4            | Bertha Vos geb. Leiser           | 07.09.1877 | 19.05.1942, Niederzissen, Sammellager 27.07.1942, Theresienstadt, Ghetto 26.12.1942, Theresienstadt, Ghetto                                                              |      | Hier wohnte Bertha Vos geb. Leiser Jg. 1877 deportiert 1942 Theresienstadt tot 26.12.1942                                                                   |
| Lindenstraße 4            | Regina Wolff geb. Meier          | 14.01.1855 | 27.07.1942, Theresienstadt, Ghetto 03.07.1943, Theresienstadt, Ghetto |      | Hier wohnte Regina Wolff geb. Meier Jg. 1855 deportiert 1942 Theresienstadt tot 3.7.1943                                                                    |
| Poststraße 10             | Louis Baer                       | 23.11.1878 | 25.04.1942, Brohl, Sammellager 30. 04. / 03. 05. 1942, Krasniczyn, Ghetto für tot erklärt                                                                                |      | Hier wohnte Louis Baer Jg. 1878 deportiert 1942 für tot erklärt                                                                                             |
| Poststraße 10             | Sylva Irene Baer                 | 30.07.1912 | 25.04.1942, Brohl, Sammellager 30. 04. / 03. 05. 1942, Krasniczyn, Ghetto für tot erklärt                                                                                |      | Hier wohnte Silva Irene Baer Jg. 1912 deportiert 1942 für tot erklärt                                                                                       |
| Poststraße 10             | Thekla Baer geb. Vos             | 02.12.1878 | 25.04.1942, Brohl, Sammellager 30. 04. / 03. 05. 1942, Krasniczyn, Ghetto für tot erklärt                                                                                |      | Hier wohnte Thekla Baer geb. Vos Jg. 1878 deportiert 1942 für tot erklärt                                                                                   |
| Poststraße 37             | Gustav Borg                      | 24.06.1887 | 25.04.1942, Brohl, Sammellager 30. 04. / 03. 05. 1942, Krasniczyn, Ghetto für tot erklärt                                                                                |      | Hier wohnte Gustav Borg Jg. 1887 deportiert 1942 Richtung Osten für tot erklärt                                                                             |
| Poststraße 37             | Elsa Borg geb. Wachenheimer      | 25.06.1889 | 25.04.1942, Brohl, Sammellager 30. 04. / 03. 05. 1942, Krasniczyn, Ghetto für tot erklärt                                                                                |      | Hier wohnte Elsa Borg geb. Wachenheimer Jg. 1889 deportiert 1942 Richtung Osten für tot erklärt                                                             |
| Poststraße 37             | Henriette Borg geb. Rath         | 03.11.1851 | 15.06.1942, Sobibor, Vernichtungslager für tot erklärt |      | Hier wohnte Henriette Borg geb. Rath Jg. 1851 deportiert 1942 ermordet in Sobibor                                                                           |
| Poststraße 37             | Ruth Borg                        | 01.03.1920 | 24.04.1942, unbekanntes Deportationsziel für tot erklärt |      | Hier wohnte Ruth Borg Jg. 1920 Schicksal unbekannt für tot erklärt                                                                                          |
| Poststraße 37             | Else Epstein geb. Borg           | 17.01.1892 | 15.06.1942, Sobibor, Vernichtungslager für tot erklärt |      | Hier wohnte Else Epstein geb. Borg Jg. 1892 deportiert 1942 ermordet in Sobibor                                                                             |
| Poststraße 37             | Schlomo Benjamin Epstein         | 01.07.1879 | 15.06.1942, Sobibor, Vernichtungslager für tot erklärt |      | Hier wohnte Schlomo Benjamin Epstein Jg. 1879 deportiert 1942 ermordet in Sobibor                                                                           |
| Poststraße 37             | Armin Epstein                    | 02.07.1930 | 15.06.1942, Sobibor, Vernichtungslager für tot erklärt |      | Hier wohnte Armin Epstein Jg. 1930 deportiert 1942 ermordet in Sobibor                                                                                      |
| Telegrafenstraße 36       | Rosa Wolff geb. Loopuit          | 05.07.1892 | Emigration: Niederlande Westerbork, Sammellager 15.02.1944, Bergen - Belsen, Konzentrationslager 10.04.1945, Theresienstadt (urspr. Transportziel) 11. Mai 1945, Tröbitz |      | Hier wohnte Rosa Wolff geb. Loopuit Jg. 1892 Flucht 1935 Holland interniert Westerbork deportiert 1944 Bergen-Belsen 'Verlorener Zug' Tröbitz tot 11.5.1945 |
| Telegrafenstraße 36       | Sven Wolff                       | 16.08.1920 | Emigration: Niederlande Westerbork, Sammellager 12.09.1941, Mauthausen, Konzentrationslager für tot erklärt                                                              |      | Hier wohnte Sven Wolff Jg. 1920 Flucht 1935 Holland verhaftet 1941 Mauthausen ermordet 12.9.1941                                                            |
| Telegrafenstraße 36       | Curt Simon Wolff                 | 18.09.1928 | Emigration: Niederlande Westerbork, Sammellager 16.02.1944, Bergen - Belsen, Konzentrationslager 10.04.1945, Theresienstadt (urspr. Transportziel) 06.05.1945, Tröbitz   |      | Hier wohnte Curt Simon Wolff Jg. 1926 Flucht 1935 Holland interniert Westerbork deportiert 1944 Bergen-Belsen 'Verlorener Zug' Tröbitz tot 6.5.1945         |
| Wendelstraße 9            | Alexander Salomon                | 03.03.1880 | 25.04.1942, Brohl, Sammellager 30.04. / 03.05.1942, Krasniczyn, Ghetto für tot erklärt                                                                                   |      | Hier wohnte Alexander Salomon Jg. 1880 interniert 1942 Sammellager Brohl deportiert 1942 Krasnicyn ? für tot erklärt                                        |
| Wendelstraße 9            | Bertha Salomon geb. Borg         | 18.08.1883 | 25.04.1942, Brohl, Sammellager 30.04. / 03.05.1942, Krasniczyn, Ghetto für tot erklärt                                                                                   |      | Hier wohnte Bertha Salomon geb. Borg Jg. 1883 interniert 1942 Sammellager Brohl deportiert 1942 Krasnicyn ? für tot erklärt                                 |
| Wendelstraße 9            | Friedrich Salomon                | 24.11.1897 | 25.04.1942, Brohl, Sammellager 30.04. / 03.05.1942, Krasniczyn, Ghetto für tot erklärt                                                                                   |      | Hier wohnte Friedrich 'Fritz' Salomon Jg. 1897 interniert 1942 Sammellager Brohl deportiert 1942 Krasnicyn ? für tot erklärt                                |

### Heimersheim
| Adresse       | Name                    | Geboren    | Deportationsziel Todesdatum/-ort                                                            | Bild | Inschrift |
| ------------- | ----------------------- | ---------- | ------------------------------------------------------------------------------------------- | ---- | --- |
| Bachstraße 13 | Leopold Borg            | 30.11.1862 | 27.07.1942, Theresienstadt, Ghetto 19.09.1942, Treblinka, Vernichtungslager für tot erklärt |      | Hier wohnte Leopold Borg Jg. 1862 deportiert 1942 Theresienstadt ermordet in Treblinka                                             |
| Bachstraße 13 | Gertruda Borg geb. Baer | 27.09.1857 | 1942. tot auf dem Transport nach Königsfeld                                                 |      | Hier wohnte Gertruda Borg geb. Baer Jg. 1857 deportiert 1942 tot auf Transport Königsfeld                                          |
| Bachstraße 13 | Bertha Borg             | 13.02.1898 | 25.04.1942, Brohl, Sammellager 30. 04. / 03. 05. 1942, Krasniczyn, Ghetto für tot erklärt   |      | Hier wohnte Bertha Borg Jg. 1898 interniert 1942 Sammellager Brohl deportiert 1942 ermordet in Auschwitz                           |
| Bachstraße 41 | Salomon Kahn            | 28.03.1883 | 25.04.1942, Brohl, Sammellager 30.04. / 03.05.1942, Krasniczyn, Ghetto für tot erklärt      |      | Hier wohnte Salomon Kahn Jg. 1883 interniert 1942 Sammellager Brohl deportiert 1942 Krasnicyn ermordet in Auschwitz                |
| Bachstraße 41 | Caroline Kahn geb. Bock | 17.05.1887 | 25.04.1942, Brohl, Sammellager 30.04. / 03.05.1942, Krasniczyn, Ghetto für tot erklärt      |      | Hier wohnte Caroline 'Klara' Kahn geb. Bock Jg. 1887 interniert 1942 Sammellager Brohl deportiert 1942 Krasnicyn ? für tot erklärt |
| Bachstraße 41 | Ilse Kahn               | 21.01.1924 | 25.04.1942, Brohl, Sammellager 30.04. / 03.05.1942, Krasniczyn, Ghetto für tot erklärt      |      | |